# Argylia bustillosii
Argylia bustillosii là một loài thực vật có hoa trong họ Chùm ớt. Loài này được Phil. mô tả khoa học đầu tiên năm 1858.